# Christian Imark
Christian Imark, né le 29 janvier 1982 à Breitenbach (originaire de Himmelried), est une personnalité politique suisse, membre de l'Union démocratique du centre (UDC). 
Il est député du canton de Soleure au Conseil national depuis 2015.

## Biographie
Après un apprentissage de polymécanicien et une maturité professionnelle à Olten, Christian Imark étudie l'architecture, avec une spécialisation en gestion, à la Haute École spécialisée de Berthoud. Il y obtient un baccalauréat universitaire en 2008,. 
Il travaille ensuite quelques années pour l'entreprise dans laquelle il a fait son apprentissage, tout en suivant, en 2010, une formation complémentaire en communication politique à la Haute école des sciences appliquées de Zurich. 
Grand fêtard selon son propre aveu, il est hospitalisé pendant trois semaines au printemps 2011 pour une pancréatite aiguë. Cet épisode le conduit à s'assagir. Il crée sa propre entreprise en 2013, Airboxx, qui loue des tentes pour différentes occasions,.
Christian Imark est marié et père de deux enfants. Il habite à Fehren.
Il a le grade d'appointé-chef à l'armée.

## Parcours politique
Christian Imark adhère à l'UDC à l'âge de 16 ans, en raison des positions de ce parti sur la question européenne et la criminalité des étrangers. 
À 19 ans, en 2001, il devient le plus jeune élu au Grand Conseil du canton de Soleure. Vice-président de son groupe de 2006 à 2011, il assure la présidence du parlement cantonal en décembre 2012, devenant à nouveau le plus jeune élu à ce poste. Il démissionne avec effet immédiat le 29 octobre 2015, après son élection au Conseil national.
En 2015, il est élu au Conseil national, où il siège dans la Commission de l'environnement, de l'aménagement du territoire et de l'énergie (CEATE) et, depuis 2019, dans la Commission de gestion (CdG). Il est réélu en 2019 et 2023, les deux fois avec le meilleur score du canton,. Il est également candidat au Conseil des États, mais il échoue largement au deuxième tour contre Roberto Zanetti, même s'il obtient un plus grand pourcentage de voix que le candidat UDC Walter Wobmann quatre ans plus tôt,.
Il est président de l'UDC du canton de Soleure depuis 2017.

### Polémiques
En 2017, il déclare que le changement climatique est un « fait alternatif ». En 2020, il déclare au journal 24 heures qu' « Un congé paternité est totalement inutile pour le père ».